# 加藤由香
加藤 由香（かとう ゆか、1974年4月19日 - ）は、CBCテレビ（中部日本放送）のアナウンサー。東京都江東区生まれ。福島県福島市出身。

## 来歴・人物
福島市立蓬萊中学校、福島県立福島女子高等学校、中央大学経済学部卒業。

### 幼少期 - 学生時代
幼稚園までは東京、小学校から高校まで福島で暮らす。小学生時代には「野尻湖友の会」という発掘サークルに所属し、「ナウマンゾウ」発掘のため弟と共に野尻湖へ赴いた経験がある（福島大学内に東北支部がある）。
中学校はソフトボール部に入部、「1番・セカンド」のレギュラーとして活動。福島では巨人戦のみ放送されていたため、読売ジャイアンツファンだった。当時、巨人の二塁手だった篠塚和典のバッティングに憧れ、「右投げ・左打ち」でプレイした。
大学時代は八王子で下宿暮らしだった。就職活動では東京の一般企業を中心に関心を持つ業種は全て受けた。アナウンサースクールには通わず、NHKの短期集中の面接講座を受講。東京の一般企業および、東京キー局と名古屋に応募している。

### 中部日本放送に入社
1997年、アナウンサーとして入社（同期アナウンサーは宮部和裕、青山高明、住田都史子、和田あい）。『小堀さんのRadio DAYS』では小堀勝啓アナプロデュースにより、重松和世アナ（現在はフリーアナ）と演歌デュオ「花姉妹」を結成し3枚のシングル（「愛がイタイの」「花街姉妹」「桜どき」）をリリース。またシャ乱Qのたいせープロデュースの女子アナユニット「Love Power Beauty」のメンバー（コーラス）として「Din Don Dan」をリリース。同年、名古屋レインボーホールにて行われたスターダストレビューのコンサートにLPBの一員としてステージに立った。
2003年、JNNアノンシスト賞におけるテレビ・フリートーク部門にて部門賞を受賞。
2020年、アノンシスト賞におけるラジオ読み・ナレーション部門にて優秀賞を受賞。
2022年6月より、ほとんどの番組を体調を考慮し休演した。12月3日、自身が担当するCBCラジオ『北野誠のズバリ サタデー』にて復帰。同番組内にて、同僚で1期下のアナウンサーである若狭敬一と結婚していたこと、若狭との間に第1子（女児）が誕生していたことを明らかにした。
2023年3月より育児休業し、4月15日から復帰した。

## 人物
- 趣味：旅行、野球観戦
- 特技：車の運転（教習所に通わず、運転免許センターにて一発合格している[3]）
- アルバイト経験：JRA場外馬券売り場（ウインズ立川）[3]、 巫女
- ペット歴：シベリアンハスキーと秋田犬（大型犬好き）
- 交友関係：元CBCアナウンサーの重松和世と親交が深い[4][8]。
- 『進ぬ!電波少年』で有名になったタレントのなすびと同じ中学校出身。
- 高校の同級生に、ピアノ講師で歌人の駒田晶子がいる。

### エピソード
- 蚊に刺されると大きな水膨れになる特異体質。
- 実家は呉服屋[9]。弟、妹がいる[10]。祖父母は東京出身[3]。
- 友人との会話は福島弁、家庭内では標準語を使用していたため、方言での苦労はなかった[3]。
- 『THE TIME,』（2023年8月2日放送）出演時、同期である安住紳一郎（TBS）から送られた新人研修で撮影した写真と手紙を公開[11][12]。また、週刊さんまとマツコ（2025年1月23日SP，1月26日#163）では、CBCテレビに訪れた安住、明石家さんま、マツコ・デラックスの前で手紙を朗読し、写真を披露している。
- 週に1度の頻度でチリモン探しを行っている[13]。きっかけは、娘の離乳食づくりの際にアレルギー対策としてシラス干しの中からエビなどを選別したこと。ちりめんが大量に入ったちりめんじゃこキットをインターネットで購入するほど熱中している[14]。

## 現在の出演番組

### テレビ
- CBCニュース
- チャント! （2023年 - 、不定期） - 特集コーナーのナレーション
  - 2023年8月17日放送回の「暮らしのギモン ちょいと解決しましょう」におけるチリモン探しの特集に出演。

### ラジオ
- 北野誠のズバリ　（2025年4月 - ） - 木曜日担当
  - 木曜担当の山内彩加が体調不良で長期休養となり、2024年11月28日から代演。2025年4月より正式に木曜日担当となる。
- 北野誠のズバリサタデー　（2016年4月 - ）
  - 2022年6月から11月は休演。12月3日から復帰。2023年3月から1ヶ月の育児休暇、4月から復帰。
- であいふれあい探検隊!!
- 燃えよ!研究の志士たち

## 過去の出演番組

### テレビ
- THE TIME,（TBSテレビ制作）
  - 2023年1月9日 - 育児休業中だった夫である若狭敬一の代理出演。
  - 2023年8月2日 - 三重県桑名市内から中継出演。同日は夫の若狭、後輩の斉藤初音が同市内から中継出演する3元中継体制だった。
- 輝け!新タレント名鑑
- イッポウ - 月 - 水曜日のキャスターを担当。2016年7月1日まで金曜日のみ、2018年9月28日まで木・金曜日。
- ドラゴンズ&ニュース（深夜放送）
  - 熱烈な巨人ファンである事実をみせず、中日スポーツ編集部とつなぐドラゴンズコーナーではドラゴンズの健闘を祈るコメントを淡々と発した。
- えなりかずき!そらナビ
- 週刊!健康カレンダー カラダのキモチ　健康天気予報ナレーション（隔週）
- そこが知りたい 特捜!板東リサーチ（不定期ナレーション）
- ゴゴスマ -GO GO!Smile!-木曜日・金曜日のニュースコーナーに出演
- キユーピー3分クッキング（CBCバージョン）
- CBCニュースワイド　サブキャスターを務めた
- セーラー戦士 20年目の同窓会（2023年12月25日、ナレーション）
- 週刊さんまとマツコ（TBSテレビ）（2025年1月23日SP、1月26日#163）

### ラジオ
- つボイノリオの聞けば聞くほど（小高直子アナの代役：1998年10月 - 1999年3月は産休、2006年8月14日、2015年9月22日は夏休み、2017年3月1日は子ども[15]の卒業式、4月4日は入学式出席）
- WAKE UP BREEZE
- CBCサンデーミュージック「ひるパレ」「ゆうパレ」
- 0時半です松坂屋ですカトレヤミュージックです
- 小堀勝啓のごごイチ金（ゴールド）（ニュース担当）
- 土曜天国 ぴかラジ
- お悩み解決バラエティ 北野誠と原武之の 日曜だもの（アシスタント）
- 夕刊アツキー
- とくモリ!
- きく!ラジオ
- 晩ドラ（CBCドラゴンズナイターの放送がない時）
- いっしょに歌お!CBCラジオ（年末年始は朝のスペシャル番組も担当）
- 環境探検隊が行く!
- 板東サンデー
- ドラ魂キング（2019年4月4日 - 2022年3月　木曜日→火曜日）
- 多田しげおの気分爽快!!朝からP・O・N（2013年4月4日 - 2016年3月25日 木曜・金曜→金曜担当アシスタント、2018年4月4日から2024年3月29日までは金曜・由香の小骨コーナー担当（2022年7月から12月は休演）。）
- おなかがグーは、しあわせのグー。（2024年5月6日 - 9日[16]） - 中部ブロック8局ネット
- 中西直輝のサンデーサファリ - アシスタント